# 2007-es Eurovíziós Táncverseny
A 2007-es Eurovíziós Táncverseny volt az első Eurovíziós Táncverseny, amit az Egyesült Királyság fővárosában, Londonban rendeztek, ahol a finn Katja Koukkula és Jussi Väänänen nyert 132 ponttal, akik rumbát és pasodoblét mutattak be. A versenyre 2007. szeptember 1-jén került sor.

## A helyszín és a verseny
A verseny pontos helyszíne az Egyesült Királyság-beli Londonban található BBC Televíziós Központ volt.
A verseny logója egy csillagot ábrázol a brit zászlóval, utalva a rendező országra. Előtte egy táncospár sziluettje, az Eurovision Dance Contest, valamint a London 2007 felirat látható.
A rendezvényt az angol mellett francia nyelven is vezették, annak ellenére, hogy Franciaország nem is vett részt.

## A résztvevők
Előzetesen Horvátország is jelezte részvételi szándékát, de még a határidő előtt visszaléptek. Az első dalverseny mezőnyét így tizenhat ország táncosai alkották, az országok a következőek voltak: Ausztria, Dánia, az Egyesült Királyság, Finnország, Görögország, Hollandia, Írország, Lengyelország, Litvánia, Németország, Oroszország, Portugália, Spanyolország, Svájc, Svédország és Ukrajna.
A résztvevőkön kívül még Albánia, Bosznia-Hercegovina, Ciprus, Fehéroroszország, Izland, Izrael, Macedónia és Örményország közvetítette a műsort.

## A szavazás
A szavazási rendszer megegyezett az Eurovíziós Dalfesztiválon és a Junior Eurovízión használt szavazási rendszerrel, vagyis minden ország a tíz kedvenc táncára szavazott, akik 1-7, 8, 10 és 12 pontot kaptak. A szavazás az angol ábécé szerinti sorrendben történt, vagyis Ausztria volt az első és az Egyesült Királyság az utolsó szavazó: Ausztria Finnországot helyezte az élre. A dánok hét pontja után Németország vezetett, de a tíz pont után a finnek ismét az élre álltak. A finnek hat pontot adtak az íreknek, akik így átvették a vezetést, viszont a németek hat pontja Ukrajnát helyezte az élre. A görögök tíz pontja által Finnország vezetett, de az írek hat pontja után az ukránok visszavették a vezetést. Az előny nem tartott sokáig, mert a nyolc pontot Finnország kapta, így ők kerültek az első helyre. A hollandok tíz pontja után Ukrajna ismét átvette a vezetést, de a tizenkét pontot Finnország kapta, így újból ők álltak az élen. A lengyel pontok után ők, és Ukrajna holtversenyben vezettek, de a portugálok hét pontja utóbbit helyezte a tabella első helyére. A tíz pont által a finnek ismét vezettek, majd Oroszország a maximális pontjával Ukrajnát helyezte az élre. Spanyolország tíz pontjával Finnország csatlakozott Ukrajnához az első helyre. Utóbbi a svédek öt pontja után vette át a vezetést, de rövid idő múlva, a maximális pont után Finnország került az első helyre, akik ezután már végig megőrizve előnyüket megnyerték a versenyt. Így Finnország lett az Eurovíziós Táncverseny első győztese.
Svájc pont nélkül zárta a versenyt. Denise Biellmann és Sven Ninnemann párosa az egyetlen a fesztivál történetében, akik nulla ponttal lettek utolsók, és a rossz eredmény lett az oka az ország egy évvel későbbi visszalépésének.

## Térkép

Részt vevő országok

## Döntő
A döntőt 2007. szeptember 1-jén rendezték meg tizenhat ország részvételével.
| #  | Ország             | Táncosok                                       | Táncok                                  | Helyezés | Pontszám |
| -- | ------------------ | ---------------------------------------------- | --------------------------------------- | -------- | -------- |
| 01 | Svájc              | Denise Biellmann és Sven Ninnemann             | Pasodoble és Szving                     | 16.      | 0        |
| 02 | Oroszország        | Marija Szittyel és Vlagyiszlav Borogyinov      | Rumba és Pasodoble                      | 7.       | 72       |
| 03 | Hollandia          | Alexandra Matteman és Redmond Valk             | Csacsacsa és Rumba                      | 12.      | 34       |
| 04 | Egyesült Királyság | Camilla Dallerup és Brendan Cole               | Rumba és Freestyle                      | 15.      | 18       |
| 05 | Ausztria           | Kelly és Andy Kainz                            | Jive és Pasodoble                       | 5.       | 74       |
| 06 | Németország        | Wolke Hegenbarth és Oliver Seefeldt            | Szamba és Freestyle                     | 8.       | 59       |
| 07 | Görögország        | Uránia Kollíu és Szpírosz Pavlídisz            | Jive és Szirtaki                        | 13.      | 31       |
| 08 | Litvánia           | Gabrielė Valiukaitė és Gintaras Svistunavičius | Pasodoble és hagyományos litván néptánc | 11.      | 35       |
| 09 | Spanyolország      | Amagoya Benlloch és Abraham Martínez           | Csacsacsa és Pasodoble                  | 10.      | 38       |
| 10 | Írország           | Nicola Byrne és Mick Donegan                   | Jive és Fandango                        | 3.       | 95       |
| 11 | Lengyelország      | Katarzyna Cichopek és Marcin Hakiel            | Csacsacsa és Showtánc                   | 4.       | 84       |
| 12 | Dánia              | Mette Skou Elkjær és David Jørgensen           | Rumba és Showtánc                       | 9.       | 38       |
| 13 | Portugália         | Sónia Araújo és Ricardo Silva                  | Jive és Tangó                           | 6.       | 74       |
| 14 | Ukrajna            | Julija Okropiridze és Illja Szidorenko         | Quickstep és Showtánc                   | 2.       | 121      |
| 15 | Svédország         | Cecilia Ehrling és Martin Lidberg              | Pasodoble és Disco Fusion               | 14.      | 23       |
| 16 | Finnország         | Katja Koukkula és Jussi Väänänen               | Rumba és Pasodoble                      | 1.       | 132      |

## Ponttáblázat
|                    | Szavazók | Szavazók    | Szavazók  | Szavazók           | Szavazók | Szavazók    | Szavazók    | Szavazók | Szavazók      | Szavazók | Szavazók      | Szavazók | Szavazók   | Szavazók | Szavazók   | Szavazók   | Szavazók |
| Össz               | Svájc    | Oroszország | Hollandia | Egyesült Királyság | Ausztria | Németország | Görögország | Litvánia | Spanyolország | Írország | Lengyelország | Dánia    | Portugália | Ukrajna  | Svédország | Finnország |          |
| ------------------ | -------- | ----------- | --------- | ------------------ | -------- | ----------- | ----------- | -------- | ------------- | -------- | ------------- | -------- | ---------- | -------- | ---------- | ---------- | -------- |
| Svájc              | 0        |             |           |                    |          |             |             |          |               |          |               |          |            |          |            |            |          |
| Oroszország        | 72       |             |           | 3                  | 10       | 3           | 7           |          | 6             | 4        | 5             | 4        |            | 8        | 12         |            | 10       |
| Hollandia          | 34       | 5           |           |                    |          | 7           | 2           | 12       |               |          | 2             | 3        |            |          |            |            | 3        |
| Egyesült Királyság | 18       |             |           |                    |          |             |             | 3        | 5             |          | 7             |          | 3          |          |            |            |          |
| Ausztria           | 74       | 7           | 3         | 5                  | 2        |             | 10          | 2        | 3             | 3        | 4             | 6        | 8          | 5        | 5          | 4          | 7        |
| Németország        | 59       | 10          | 5         | 6                  |          | 10          |             |          |               | 7        |               | 5        | 7          | 6        | 1          | 2          |          |
| Görögország        | 31       | 2           | 4         | 1                  | 5        | 4           | 5           |          | 4             |          |               | 2        | 1          | 2        |            | 1          |          |
| Litvánia           | 35       |             | 1         |                    | 6        |             |             | 4        |               |          | 12            | 1        |            | 1        | 6          | 3          | 1        |
| Spanyolország      | 38       | 6           | 2         | 2                  |          |             |             | 7        |               |          |               |          |            | 12       | 4          |            | 5        |
| Írország           | 95       | 1           | 10        | 7                  | 8        | 6           | 3           | 1        | 8             | 5        |               | 10       | 12         | 3        | 8          | 7          | 6        |
| Lengyelország      | 84       | 4           | 8         | 4                  | 7        | 8           | 12          |          | 1             | 6        | 10            |          | 4          |          | 10         | 10         |          |
| Dánia              | 38       |             |           |                    |          | 1           | 1           | 6        | 7             | 2        | 3             |          |            | 4        | 2          | 8          | 4        |
| Portugália         | 74       | 12          | 6         | 8                  | 3        | 2           | 8           | 8        | 2             | 12       |               |          | 2          |          | 3          | 6          | 2        |
| Ukrajna            | 121      | 3           | 12        | 10                 | 12       | 5           | 6           | 5        | 12            | 8        | 6             | 12       | 6          | 7        |            | 5          | 12       |
| Svédország         | 23       |             |           |                    | 1        |             |             |          |               | 1        | 1             | 7        | 5          |          |            |            | 8        |
| Finnország         | 132      | 8           | 7         | 12                 | 4        | 12          | 4           | 10       | 10            | 10       | 8             | 8        | 10         | 10       | 7          | 12         |          |

A szavazás az angol ábécé szerinti sorrendben történt.

## 12 pontos országok
| Darab | Jutalmazott ország | Szavazó ország                                                       |
| ----- | ------------------ | -------------------------------------------------------------------- |
| 5     | Ukrajna            | Egyesült Királyság, Finnország, Lengyelország, Litvánia, Oroszország |
| 3     | Finnország         | Ausztria, Hollandia, Svédország                                      |
| 2     | Portugália         | Spanyolország, Svájc                                                 |
| 1     | Hollandia          | Görögország                                                          |
| 1     | Írország           | Dánia                                                                |
| 1     | Lengyelország      | Németország                                                          |
| 1     | Litvánia           | Írország                                                             |
| 1     | Oroszország        | Ukrajna                                                              |
| 1     | Spanyolország      | Portugália                                                           |